# Псижа (река)
Пси́жа — река в Волотовском и Старорусском районах Новгородской области России. Длина реки — 82 км, площадь водосборного бассейна — 325 км². Принадлежит бассейну Балтийского моря.  

## Течение

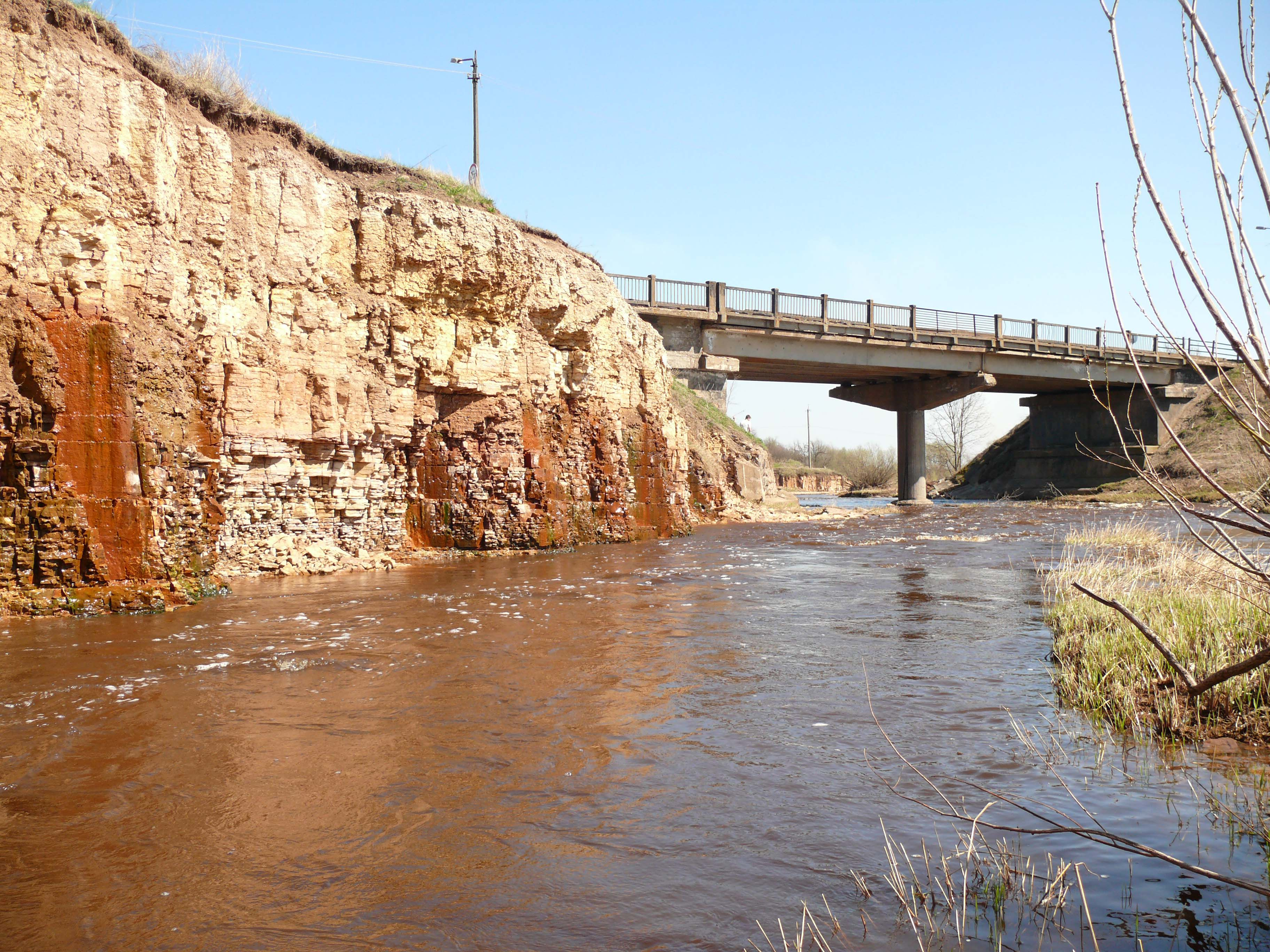
Мост через Псижу в нижнем течении

Псижа протекает по территории Волотовского и Ратицкого поселений Волотовского района и Наговского поселения Старорусского района.  
Река берёт начало в болоте недалеко от деревни Пуково Волотовского района. Высота истока — около 86 метров над уровнем моря. Течёт в общем на северо-запад. Впадает в озеро Ильмень. Высота устья — 18,1 м над уровнем моря. 
Русло Псижи очень извилисто. В 2001 году долина реки (площадь 80 га) объявлена особо охраняемой природной территорией, памятником природы регионального значения. По руслу реки в её нижнем течении проходит геологический разлом, обнажающий известняковые слои доледникового периода. 

## Притоки
Бассейн Псижи сильно вытянут, поэтому река не имеет длинных притоков. Наиболее крупные притоками являются ручей Деревик (впадает в 22 км от устья) и ручей Шелепский (в 29 км от устья). Оба левые.

## Населённые пункты
На берегу Псижы находятся около 30 населённых пунктов. Самый большой населённый пункт — районный центр посёлок Волот. Другие населённые пункты: Городцы, Хотяжа и Раглицы в Волотовском районе; Буреги и Ретлё в Старорусском районе.
Река пересекается автодорогой Р48 Сольцы — Старая Русса — Демянск — Яжелбицы; также в районе деревни Буреги автодорогой Р51 (Шимск — Старая Русса).